# Joint Security Area (film)
Pour les articles homonymes, voir JSA.
Pour plus de détails, voir Fiche technique et Distribution.
Joint Security Area, ou JSA (Joint Security Area) (hangeul : 공동경비구역 JSA ; RR : Gongdonggyeongbiguyeok JSA ; litt. « ZCS : zone commune de sécurité »), est un thriller sud-coréen réalisé par Park Chan-wook, sorti en 2000.

## Synopsis
Dans un poste de garde situé du côté nord de la zone commune de sécurité (Joint Security Area en anglais) séparant les deux Corées à Panmunjeom, deux soldats de l'armée nord-coréenne sont tués par un soldat du sud, le sergent Lee Soo-yeok. Le nord parle de tentative d'invasion, tandis que le soldat affirme avoir été victime d'un enlèvement. Cette affaire trouble donne lieu à un incident diplomatique majeur. Afin d'apaiser la crise, la Commission de supervision des nations neutres en Corée (composée de la Suède et de la Suisse) envoie Sophie E. Jean, Suisse d'origine coréenne, pour enquêter sur le terrain. Cette dernière rencontre le sergent Lee et découvre rapidement qu'il n'a pas été enlevé comme il le prétend.
La suite du film raconte, dans un long flashback, l'amitié qui liait en réalité le sergent Lee et son subordonné, le caporal Nam, à deux soldats du Nord, le sergent Oh et le soldat Jeong, ainsi que les circonstances qui conduisent à la fusillade.

## Fiche technique
- Titre original : 공동경비구역 JSA (Gongdonggyeongbiguyeok JSA)
- Titre français : Joint Security Area
- Titre international : JSA: Joint Security Area
- Réalisation : Park Chan-wook
- Scénario : Jeong Seong-san, Kim Hyeon-seok, Lee Mu-yeong et Park Chan-wook, d'après le roman de Park Sang-yeon
- Direction artistique : Kim Sang-man
- Costumes : Park Sang-hoon
- Photographie : Kim Sung-bok
- Montage : Kim Sang-bum
- Musique : Bang Joon-seok et Jo Yeong-wook
- Production : Lee Eun-soo
- Société de production : Myung Films
- Société de distribution : CJ Entertainment
- Pays d'origine :  Corée du Sud
- Langue originale : coréen
- Format : couleur - 2.35 : 1 - Dolby Surround - 35 mm
- Genre : thriller
- Durée : 110 minutes
- Dates de sortie :
  - Corée du Sud : 9 septembre 2000 (sortie nationale)
  - France : 12 mars 2005 (Festival Cinéma d'Alès Itinérances) ; 3 novembre 2009 (DVD) ; 27 juin 2018 (aux écrans en version restaurée et en 4K).

## Distribution
- Lee Byung-hun (VF: Pierre Tessier) : Sergent Lee Soo-hyeok
- Song Kang-ho (VF: Michel Dodane) : Sergent Oh Kyeong-pil
- Lee Young-ae : Major Sophie Jean
- Kim Tae-woo (VF : Bruno Choël) : Caporal Nam Seong-sik
- Shin Ha-kyun : Soldat Jeong Woo-jin
- Christoph Hofrichter (VF : Hervé Jolly) : Major-Général Bruno Botta
- Herbert Ulrich (VF : Denis Laustriat) : Officier suédois

## Accueil

### Sorties
Le film sort le 9 septembre 2000 en Corée du Sud.
En France, il est présenté le 12 mars 2005 au Festival Cinéma d'Alès Itinérances et ne sort qu'en DVD à partir du 3 novembre 2009 sous le titre JSA : Joint Security Area. Une sortie en salle en version restaurée en 4K est finalement prévue pour le 27 juin 2018 grâce à la société de distribution La Rabbia,.

## Analyse
Premier film sud-coréen à ne pas considérer les deux Corées comme radicalement ennemies, JSA est sorti dans un contexte de détente (sommet de Pyongyang entre Kim Jong-il et Kim Dae-jung en juin 2000). Grâce à de très gros moyens (un des plus gros budgets de l'histoire du cinéma coréen), le film est une réussite et rencontre un énorme succès tout d'abord en Corée du Sud, où il fait plusieurs millions d'entrées, puis dans le monde, où il est présenté à de nombreux festivals, notamment en Allemagne et en France.
Le réalisateur confie avoir voulu tourner un film abordant les rapports entre les hommes en dehors des clivages politiques et sociaux. Il affirme aussi que réaliser un tel film dix ans plus tôt aurait été impossible à cause de la censure et de la tension trop vive entre les deux Corées.
Il est depuis plusieurs années question de tourner une adaptation de JSA aux États-Unis.

## Distinctions

### Récompenses
- Blue Dragon Film Awards 2000 :
  - Meilleur film
  - Meilleur réalisateur
- Pusan Film Critics Awards 2000 : Meilleur acteur pour Lee Byeong-heon et Song Kang-ho
- Festival du film asiatique de Deauville 2001 :
  - Prix du jury
  - Prix du public
  - Prix du meilleur acteur pour Song Kang-ho
- Festival international du film de Seattle 2001 :
  - Meilleur film
  - Prix spécial du jury

### Nomination
- Hong Kong Film Awards 2002 : Meilleur film asiatique